# خانه پدری (مجموعه تلویزیونی کره جنوبی)
خانه پدری  یک درام ویژه سال آخر کره جنوبی است. تکرارها در روز سال نو پخش شد.

## داستان فیلم
داستان مربوط به زندگی کانگ من هو  است که یک شب با یک پیانیست بود. اما از آنجا که او مدتی زندان بود ، بعد از آزاد شدنش متوجه شد پدر شده است ؛ مادر پسر را با نزدیکترین روابطش کنار گذاشته است با مردی که مانند یک پدر است به خانه خود برگشت و به ایالات متحده بازگشت، گرچه او علاقه ی به پسرش احساس نمی کرد ، وقتی که هر دو از یک تصادف اتوبوس جان سالم به در بردند ، روابطشان محکم شد و پس از آن تجربه نزدیک به مرگ ، او مصمم شد که یک پدر دوست داشتنی باشد.

## بازیگران
- چوی مین سو در نقش کانگ من هو
- مون جونگ هی در نقش لی هیون جه
- کیم سو هیون در نقش کانگ جه ایل
- پارک چانگ ایک به عنوان جوان کانگ جه ایل
- بائک ایل سئوب در نقش کانگ سو بوک
- پارک وون سوک در نقش Soon Ae
- آن جونگ هون در نقش پارک جین وو
- یو هو رین در نقش می رئا
- کیم گیو جین
- یونگ هی سون
- کانگ سو هان
- کیم سونگ اوه در نقش استیون